# فيلي راندولف
فيلي راندولف (بالإنجليزية: Willie Randolph)‏ هو لاعب كرة قاعدة أمريكي، ولد في 6 يوليو 1954 في هولي هيل في الولايات المتحدة.

## وصلات خارجية
- فيلي راندولف على موقع دوري كرة القاعدة الرئيسي (الإنجليزية)
- فيلي راندولف على موقعبيزبول رفرنس.كوم (الدوري الرئيسي) (الإنجليزية)
- فيلي راندولف على موقعبيزبول رفرنس.كوم (الدوري الثانوي) (الإنجليزية)
- فيلي راندولف على موقع جمعية أبحاث البيسبول الأمريكية (الإنجليزية)
- فيلي راندولف على موقع إي إس بي إن.كوم (أم.أل.بي) (الإنجليزية)
- فيلي راندولف على موقع مشجعي الرسوم البيانية (الإنجليزية)